# Tregualemu
Tregualemu (del mapudungún: trewa lemu ‘Bosque de perros’) es una localidad ubicada en el límite de las comunas de Pelluhue de la Región del Maule, y la comuna de Cobquecura, en la Región de Ñuble, Chile. El sector destaca por la presencia de casas de arquitectura colonial y bosques de pino insigne, además de la posibilidad de realizar turismo a la Reserva nacional Los Queules o deportes como surf y pesca deportiva.Asimismo, en la zona también se encuentra el Santuario de la naturaleza Arcos de Calán.
El lugar también está adyacente al Sitio Prioritario (Ley 19.300 art. 11, letra d) "Tregualemu" del Ministerio del Medio Ambiente, cual desribe la topografía de la zona con suaves lomajes, presencia de acantilados y explotaciones agrícolas.
Su acceso desde el pueblo de Cobquecura, es posible a través de transporte público a través de la Ruta N-102-M y la ruta M-80-N, o la ruta costera de Curanipe, en dirección al sur. 
El epicentro del terremoto ocurrido el 27 de febrero de 2010 que devastó una vasta zona costera e interior de las regiones centrales de Chile, estuvo ubicado en el Océano Pacífico, casi frente a la localidad.